# Руденко Лариса Архипівна
Лари́са Архи́півна Руде́нко (*15 (28) січня 1918, Макіївка, Область Війська Донського, УНР — †19 січня 1981, Київ, Українська РСР, СРСР) — українська радянська співачка (мецо-сопрано) та освітянка. Народна артистка УРСР (1954), Народна артистка СРСР (з 1960).

## Життєпис
Народилась 15 (28 січня) 1918 у Макіївці (нині Донецької області).
У 1940 році закінчила Київську консерваторію (клас Олени Муравйової).
У 1939-1970 — солістка Київської опери, в 1951-1953 і 1965-1981 — викладачка Київської консерваторії (з 1978 — професор), у 1966-1970 — завідувачка кафедри музичного виховання Київського театрального інституту імені Карпенка-Карого.
У 1939 була лауреаткою Всесоюзного конкурсу вокалістів. Нагороджена орденом Трудового Червоного Прапора, медалями. Обиралася депутаткою Верховної Ради УРСР 6-го скликання.

Могила Лариси Руденко

Була одружена з науковцем Ігорем Іщенком.
Жила в Києві в будинку на вулиці Пушкінській, № 1-3/5.
Померла 19 січня 1981 у Києві. Похована на Байковому кладовищі (ділянка № 8).

## Творчість
Мала голос насиченого звучання, яскраві сценічні дані, драматичний талант. Виступала з концертовим репертуаром. Гастролювала за кордоном. Знялася на Київська кіностудії художніх фільмів у фільмі-опері «Наймичка», в художньому фільмі «Театр и поклонники» 1967 року.
Найкращі партії:
- Амнеріс («Аїда» Дж. Верді),
- Кармен («Кармен» Ж. Бізе),
- Любаша («Царева наречена» М. Римського-Корсакова),
- Настя («Тарас Бульба» М. Лисенка),
- Уля («Молода ґвардія» Ю. Мейтуса),
- Соломія («Богдан Хмельницький» К. Данькевича) та інші.

## Вшанування пам'яті

Меморіальна дошка

4 липня 1985 у Києві, на будинку по вулиці Пушкінській (сучасна Євгена Чикаленка), 1-3/5, де в 1956-1981 жила співачка, встановлено бронзову меморіальну дошку (барельєф; скульптор Наталія Дерегус; архітектор Т. Г. Шевченко).
У 1993 у Києві на її честь названо вулицю.